# Irena Zadarnowska
Irena Zadarnowska (ur. 1916, zm. 1986 w Szwajcarii) – polska malarka, scenografka, Sprawiedliwa wśród Narodów Świata.

## Życiorys
Przed wybuchem II wojny światowej Irena Zadarnowska mieszkała w Żołudku w okolicach Lidy razem z mężem inżynierem leśnictwa Stefanem Zadarnowskim. Gdy okolice Lidy zostały zaatakowane przez Armię Czerwoną, Zadanowscy uciekli do Wilna. Pracując jako scenografka w teatrze wędrownym Estrada, w 1940 r. poznała Miriam (Maszę) Perewoską, suflerkę w Estradzie. Gdy w czerwcu 1941 r. okupanci niemieccy zajęli Wilno, schroniła się z mężem w leśniczówce w Żołudku. W czasie okupacji niemieckiej zorganizowała wyprowadzenie Maszy i jej córki Lily z wileńskiego getta oraz fałszywe dokumenty i transport Lily do Żołudka. W następnych latach artystka organizowała zatrudnienie dla Perewoskich jako robotnic, a także znajdowała dla nich kryjówki w 10 wioskach. Obawiając się sowieckiej partyzantki, Zadarnowscy przeprowadzili się z Żołudka do Lidy, natomiast Perewoskie zdecydowały się wyjechać do Konstancji i tam w czerwcu 1944 r. Masza podjęła się prac ogrodniczych, podając się za folksdojczkę. Z Lidy Zadarnowscy uciekli do Warszawy. Po śmierci męża w obozie nazistowskim w Dachau artystka dołączyła do Perewoskich w Konstancji i w kwietniu 1945 r. razem z nimi przedostała się do Szwajcarii. Później zamieszkała w Zurychu. Była współorganizatorką Muzeum Polskiego w Rapperswilu, gdzie znajduje się jej artystyczna spuścizna.
22 grudnia 1964 r. Irena Zadarnowska została uhonorowana tytułem Sprawiedliwej wśród Narodów Świata. 28 maja 2000 r. odznaczenie to zostało przyznane pośmiertnie jej mężowi.
Zadarnowska zmarła w Szwajcarii w 1986 r. W 2015 r. ocalona przez nią Lily Ganan podarowała Muzeum Polin w Warszawie album zawierający dokumenty i zdjęcia związane z artystką.